# Pavel Ferdinand Niering
Pavel Ferdinand Niering, rytíř z Hochheimu (17. listopadu 1746, Klášterní Hradisko – 3. března 1829, Brno ?) byl českým katolickým duchovním a liberálním teologem.
Vysvěcen na kněze byl roku 1770. Původně byl dómským kaplanem v Olomouci, profesorem generálního semináře v Olomouci, v rámci josefínské reformy teologického studia, jejímž autorem byl opat Rautenstrauch, vyučoval na olomoucké univerzitě, posléze přenesené do Brna (1778–1782) a následně degradované na lyceum od roku 1775 až do roku 1817 let církevní dějiny. V roce 1786 se stal rektorem c. k. lycea v Olomouci. Roku 1801 byl jmenován čestným kanovníkem brněnským, roku 1817 kanovníkem sídelním, v letech 1825 až 1829 byl děkanem Královské stoliční kapituly sv. Petra a Pavla v Brně.